# Banadir
Banadir és una regió històrica de la costa de Somàlia, aplicat al segle xix pels europeus, i derivat de la paraula farsi (persa) "Bandar" (port). Es donava aquest nom a la costa del sud de Somalia al sud d'Hobyo i fins al riu Juba.
El territori fou arrendat per una companyia italiana el 1886, i va agafar el nom de Territori de Benadir; fou transferit a l'estat italià el 1889, creant-se llavors la colònia de Benadir.
Les principals ciutats del Banadir eren Mogadisció, Barawa (Brava), Marka i Gondoreshe.